# جامعة جون كارول
جامعة جون كارول (بالإنجليزية: John Carroll University)‏ هي جامعة كاثوليكية يسوعية خاصة في مدينة يونيفرسيتي هايتس بمقاطعة كاياهوغا في ولاية أوهايو الأمريكية. كانت تُعرف بكلية القديس إغناطيوس في الفترة منذ تأسيسها سنة 1886 إلى سنة 1923، وترتيبها هو التاسع عشر من حيث أسبقية التأسيس بين 28 كلية وجامعة يسوعية في الولايات المتحدة، حيث جاء تأسيسها بعد مرور 97 عامًا على تأسيس جامعة جورجتاون، أقدم جامعة كاثوليكية يسوعية في الولايات المتحدة.
تقدم جامعة جون كارول برامج دراسية للمرحلة الجامعية الأولى عددها نحو 70 برنامجًا، في مجالات الفنون الحرة والعلوم وإدارة الأعمال، إلى جانب بعض البرامج الدراسية لمرحلة الماجستير. وهي عضو في رابطة الكليات والجامعات اليسوعية.

## خريجون بارزون
- آن س. كونواي
- اريك كارمين
- ماري روز أوكار (ولدت سنة 1940، ماجستير في الآداب من جامعة جون كارول سنة 1966): أول امرأة ذات توجه ديمقراطي تفوز بمقعد في الكونغرس عن ولاية أوهايو، وأول أمريكية من أصول عربية (لبنانية سورية) تنال عضوية الكونغرس.

## أساتذة بارزون
- آرثر جي. هانسن

## وصلات خارجية
- الموقع الرسمي (بالإنجليزية)